# I tak po prostu
I tak po prostu (ang. And Just Like That...) – amerykański serial telewizyjny emitowany od 9 grudnia 2021 na platformie VOD HBO Max. Jest to kontynuacja serialu Seks w wielkim mieście i jego filmowych sequeli.

## Fabuła
Serial skupia się na Carrie, Mirandzie i Charlotte „podczas podróży od skomplikowanej rzeczywistości życia i przyjaźni po trzydziestce do jeszcze bardziej skomplikowanej rzeczywistości życia i przyjaźni po pięćdziesiątce”.
Zmiana w stosunku do poprzednich części to brak Kim Cattrall, która grała postać Samanthy Jones. Dyrektor programowy HBO rozwiał wątpliwości i ujawnił, że Samantha przestanie być częścią paczki przyjaciółek z serialu. W związku z tym zabraknie też Jasona Lewisa, który wcielał się w postać Smitha Jerroda, partnera Samanthy.

## Obsada

### Główna
- Cynthia Nixon[16] jako Miranda Hobbes
- Kristin Davis[16] jako Charlotte York Goldenblatt
- Sarah Jessica Parker[16] jako Carrie Bradshaw
- Chris Noth[15][17] jako John „Big” James Preston
- Sara Ramírez[18] jako Che Diaz
- Sarita Choudhury[15][19] jako Seema Patel
- Nicole Ari Parker[15][19] jako Lisa Todd Wexley
- Karen Pittman[15][19] jako Dr Nya Wallace
- Isaac Cole Powell[20] jako George

### Drugoplanowa
- Brenda Vaccaro[21] jako Gloria Marquette
- Ivan Hernandez[21] jako Franklyn
- Mario Cantone[15][22] jako Anthony Marantino
- Willie Garson[15][22] jako Stanford Blatch
- David Eigenberg[15][22] jako Steve Brady
- Evan Handler[15][22] jako Harry Goldenblatt
- John Corbett[15] jako Aidan Shaw
- Alexa Swinton[23] jako Rose „Rock” Goldenblatt
- Cree Cicchino[24] jako Luisa Torres
- Niall Cunningham[24] jako Brady Hobbes
- Cathy Ang[24] jako Lily Goldenblatt
- Bridget Moynahan[25][26][27][28] jako Natasha Naginsky−Mills[29]
- Julie Halston[30] jako Bitsy Von Muffling
- Christopher Jackson[31] jako Herbert Wexley
- LeRoy McClain[31] jako Andre Rashad Wallace
- Bobby Lee[32]

## Lista odcinków

### Sezon pierwszy
| Nr | #  | Tytuł                              | Reżyseria            | Scenariusz                                              | Premiera         |
| -- | -- | ---------------------------------- | -------------------- | ------------------------------------------------------- | ---------------- |
| 1  | 1  | Hello It’s Me                      | Michael Patrick King | Michael Patrick King                                    | 9 grudnia 2021   |
| 1  | 2  | Little Black Dress                 | Michael Patrick King | Michael Patrick King                                    | 9 grudnia 2021   |
| 1  | 3  | When in Rome...                    | Michael Patrick King | Julie Rottenberg i Elisa Zuritsky                       | 16 grudnia 2021  |
| 1  | 4  | Some of My Best Friends            | Gillian Robespierre  | Keli Goff                                               | 23 grudnia 2021  |
| 1  | 5  | Tragically Hip                     | Gillian Robespierre  | Samantha Irby                                           | 30 grudnia 2021  |
| 1  | 6  | Diwali                             | Cynthia Nixon        | Rachna Fruchbom                                         | 6 stycznia 2022  |
| 1  | 7  | Sex and the Widow                  | Anu Valia            | Julie Rottenberg i Elisa Zuritsky                       | 13 stycznia 2022 |
| 1  | 8  | Bewitched, Bothered and Bewildered | Anu Valia            | Rachna Fruchbom                                         | 20 stycznia 2022 |
| 1  | 9  | No Strings Attached                | Nisha Ganatra        | Michael Patrick King, Julie Rottenberg i Elisa Zuritsky | 27 stycznia 2022 |
| 1  | 10 | Seeing the Light                   | Nisha Ganatra        | Michael Patrick King, Julie Rottenberg i Elisa Zuritsky | 3 lutego 2022    |

## Produkcja
W grudniu 2020 roku ogłoszono, że reboot serialu Seks w wielkim mieście jest w fazie prac w HBO Max, prawdopodobnie bez postaci Samanthy Jones, granej przez Kim Cattrall. W styczniu 2021 roku „And Just Like That...” zostało potwierdzone przez HBO Max jako ograniczona seria, która będzie obejmować 10 odcinków, po 30 minut. W lutym 2021 roku Samantha Irby, Rachna Fruchbom, Keli Goff, Julie Rottenberg i Elisa Zuritsky dołączyły do produkcji jako scenarzystki. Julie Rottenberg i Elisa Zuritsky będą też producentkami wykonawczymi.
Patricia Field – wieloletnia kostiumografka w poprzednich produkcjach – zdecydowała, że nie weźmie udziału w pracach nad tym projektem. Poleciła jednak do pracy swoją protegowaną i współpracownicę, Molly Rogers.
Pierwsze czytanie scenariusza odbyło się 11 czerwca, w studio serialu, w Nowym Jorku. Produkcja zaczęła się w czerwcu 2021 roku w Nowym Jorku.

## Casting
Sarah Jessica Parker, Cynthia Nixon i Kristin Davis powrócą do swych ról.
W maju 2021 roku Sara Ramírez wygrała casting na główna rolę oraz potwierdzono powrót aktora Chrisa Notha, który ponownie wcieli się w rolę Mr Biga. 9 czerwca 2021 ogłoszono, że Mario Cantone, Willie Garson, David Eigenberg i Evan Handler powrócą do swych ról w serialu. W lipcu 2021 roku, Sarita Choudhury, Nicole Ari Parker, Karen Pittman i Isaac Cole Powell dołączyli do głównej obsady serialu.
Alexa Swinton, Cree Cicchino, Niall Cunningham i Cathy Ang wygrali casting na nastoletnie postacie dzieci Charlotte, Rose i Lily, oraz syna Mirandy, Brady’ego. 27 lipca potwierdzono, że Bridget Moynahan powróciła do swej roli w serialu. 29 lipca Brenda Vaccaro i Ivan Hernandez dołączyli do obsady jako postacie drugoplanowe. 3 sierpnia ogłoszono, że Julie Halston powróci jako Bitsy Von Muffling do serialu. 4 sierpnia Christopher Jackson i LeRoy McClain dołączyli do obsady drugoplanowej.
21 września 2021 zmarł 57−letni Willie Garson, który grał Stanforda Blatch, ale śmierć Stanforda nie zostanie wpisana w fabułę serialu.